# 张崇银
张崇银（1952年8月—），男，汉族，四川安岳人，中华人民共和国新闻工作者，西藏自治区广播电影电视局原党委副书记、局长，中华全国新闻工作者协会原副主席。